# Hyperion
Hyperion — второй мини-альбом американской блэк-метал-группы Krallice, самостоятельно выпущенный 1 января 2016 года. Первоначально музыка была записана в июле 2013 года для сплита, который так и не состоялся.
В текстах песен часто упоминаются астральные объекты, солнечные тела и мифологические фигуры.

## Отзывы критиков
| Оценки критиков | Оценки критиков |
| Источник        | Оценка          |
| --------------- | --------------- |
| Pitchfork       | [ 2 ]           |
| Spin            | [ 3 ]           |

Грейсон Хейвер Каррин из Pitchfork оценивает альбом в 8.3 балла из 10 и пишет: «Внезапно выпущенный через Bandcamp в день Нового года EP из трёх песен представляет собой краткое, взрывное изложение эволюции и прогресса Krallice за последнее десятилетие. Формат EP не позволяет фирменной сложности и плотности группы истощаться; от начала и до конца, Hyperion всегда вызывает восторг».

## Список композиций
| №                   | Название            | Длительность |
| ------------------- | ------------------- | ------------ |
| 1.                  | «Hyperion»          | 7:27         |
| 2.                  | «The Guilt of Time» | 6:10         |
| 3.                  | «Assuming Memory»   | 10:16        |
| Общая длительность: | Общая длительность: | 23:52        |

## Участники записи
- Мик Барр — гитара, вокал
- Колин Марстон — гитара, продюсирование
- Лев Вайнштейн — ударные
- Николас МакМастер — бас-гитара, вокал